# Loạt phim
Loạt phim hay series phim điện ảnh (tiếng Anh: film series hoặc movie series), còn được gọi là thương hiệu phim (tiếng Anh: film franchise hoặc movie franchise), là tập hợp các bộ phim có liên quan và có tính kế tục, cùng nằm trong một thế giới giả tưởng, hoặc được quảng bá là một series.

#### Đặc điểm chung
1. Liên kết câu chuyện: Các tập phim trong một loạt phim thường có một mạch truyện liên quan nhau, tạo nên một câu chuyện dài và phức tạp. Các sự kiện trong các tập phim có thể ảnh hưởng đến nhau và xây dựng sự phát triển của nhân vật và cốt truyện chính.
2. Nhân vật: Một loạt phim thường có các nhân vật chính được tiếp tục phát triển qua từng tập phim. Nhân vật có thể trải qua sự thay đổi và phát triển qua thời gian, tạo ra sự hấp dẫn và sự kết nối với khán giả.
3. Thế giới được xây dựng: Một loạt phim thường xây dựng một thế giới riêng biệt, với các bối cảnh và tình huống độc đáo. Việc xây dựng thế giới hỗ trợ việc phát triển cốt truyện và nhân vật trong loạt phim.
4. Độ dài và số lượng tập phim: Số lượng và độ dài của các tập phim trong một loạt phim có thể thay đổi. Một số loạt phim chỉ có vài tập phim trong khi các loạt phim khác có thể kéo dài hàng chục hoặc thậm chí hàng trăm tập phim.
5. Phân phối và phát sóng: Loạt phim có thể được phát sóng trên truyền hình, trên các dịch vụ trực tuyến, hoặc được công chiếu tại rạp. Phương pháp phân phối và phát sóng có thể ảnh hưởng đến cách khán giả tiếp cận và tương tác với loạt phim.